# Gara Tour et Taxis
fr  Gare de Tour et Taxis / nl  Station Thurn en Taxis este o gară feroviară belgiană de pe linia 28 (Jette – Bruxelles-Sud), situată în comuna Laeken din Regiunea Capitalei Bruxelles, la limita administrativă cu comuna Jette. Anterior, gara a purtat numele „Pannenhuis”, apoi „Bruxelles-Nord-Vest”.

## Istoric
Pe 1 mai 1883 a fost inaugurată Gara Pannenhuis, care a rămas 101 ani în funcțiune, până când a fost închisă pe 3 iunie 1984, odată cu introducerea planului IC/IR. În octombrie 1982 a fost deschisă o legătură cu stația de metrou Pannenhuis, iar odată cu aceasta, gara a fost complet renovată în 1983.
Pe 13 decembrie 2015, o nouă gară a fost redeschisă în cadrul proiectului RER din Regiunea Bruxelles. Aceasta, redenumită Tour et Taxis/Thurn en Taxis dată fiind vecinătatea sa cu zona industrială Tour et Taxis, nu trebuie confundată cu fosta gară de mărfuri care a funcționat în zonă. Aceasta a fost închisă în 1994 și a fost apoi transformată într-o sală de evenimente, centru de afaceri, parc și zonă rezidențială.

## Servicii pentru călători

### Acces
Stația Tour et Taxis/Thurn en Taxis, haltă a NMBS/SNCB, este un „punct de oprire nedeservit” (în franceză Point d'arrêt non géré, PANG) cu intrare liberă. Halta este echipată cu automate pentru achiziționarea legitimațiilor de călătorie.

### Servicii feroviare
Gara este deservită de trenuri suburbane (S) care fac legătura între Bruxelles-Sud și Jette.

### Intermodalitate
Gara este conectată direct cu stația Pannenhuis, situată pe linia 6 a metroului din Bruxelles.

### Mersul trenurilor
Începând cu 11 decembrie 2016:
| Tipul trenului | Traseu                                 | Perioada             | Program    |
| -------------- | -------------------------------------- | -------------------- | ---------- |
| S10            | Dendermonde – Bruxelles-Sud – Aalst    | în zilele lucrătoare | 1 tren/oră |
| S10            | limitat la Dendermonde – Bruxelles-Sud | în weekend           | 1 tren/oră |